# 馬淵秀夫
馬淵 秀夫（まぶち ひでお、1920年11月12日 - 2013年2月19日）は、日本の経営者。日本酸素社長、会長を務めた。

## 経歴
兵庫県神戸市出身。1943年に慶應義塾大学経済学部を卒業し、同年に三菱商事に入社。1976年6月に取締役に就任し、1979年6月に常務、1984年6月に副社長を経て、1986年7月に日本酸素常勤顧問に就任し、同年9月には社長に昇格。1991年6月から1996年12月までに会長を務めた。
1993年4月に勲三等瑞宝章を受章。
2013年2月19日急性冠症候群のために死去。92歳没。